# Jakub Wawrzyniak
Jakub Wawrzyniak (polskt uttal: [ˈjakub vavˈʐɨɲak]), född 7 juli 1983 i Kutno, är en polsk fotbollsspelare (försvarare) som spelar för Lechia Gdańsk. Han spelar främst som vänsterback eller mittback. 
Han var uttagen i Polens trupp vid fotbolls-EM 2008 och 2012.